# Parascolaimus tau
Parascolaimus tau är en rundmaskart som beskrevs av Christian Wieser 1959. Parascolaimus tau ingår i släktet Parascolaimus och familjen Axonolaimidae. Inga underarter finns listade i Catalogue of Life.